# Vítězslav Lahr
Vítězslav Lahr (* 15. července 1929, Harrachov) byl československý lyžař, sdruženář.

## Lyžařská kariéra
Na VII. ZOH v Cortina d'Ampezzo 1956 skončil v severské kombinaci na 12. místě. V roce 1958 skončil na Mistrovství světa v klasickém lyžování v Lahti v severské kombinaci na 15. místě.